# Gilgamesh (bande dessinée)
Pour les articles homonymes, voir Gilgamesh (homonymie).
Gilgamesh est une série de bande dessinée française en deux volumes scénarisée par Gwen de Bonneval et dessinée par Frantz Duchazeau, publiée par Dargaud dans la collection Poisson Pilote à partir de 2004.

## Synopsis
Cette série est une adaptation de l'Épopée de Gilgamesh.

## Personnages
- Gilgamesh, le personnage principal
- Enkidu, son alter ego

## Albums
1. Le Tyran (2004)  (ISBN 2205056018),
2. Le Sage (2005)  (ISBN 2205057154),

- Intégrale : (2006)  (ISBN 2205059483).